# Born Again (альбом Black Sabbath)
Born Again (с англ. — «Рождённый заново») — одиннадцатый студийный альбом группы Black Sabbath, вышедший в 1983 году. Единственный альбом группы, который был записан при участии Иэна Гиллана.
Альбом продержался семь недель в чартах Великобритании, достигнув 4-го места.

## История записи
После ухода из группы Ронни Джеймса Дио и барабанщика Винни Апписи группа занималась поиском вокалиста. Айомми говорил, что рассматривал как возможные кандидатуры Роберта Планта (Led Zeppelin) и Дэвида Ковердейла (Deep Purple, Whitesnake), однако получил от них отказ, и наконец его выбор остановился на Гиллане. На первой встрече с музыкантами Гиллан отказался участвовать в проекте, но позже менеджер уговорил его принять предложение. «На самом деле я согласился присоединиться к группе, когда был совершенно пьян», — вспоминает Гиллан. «Случилось так, что я распустил свою группу [Gillan], потому что у меня буквально закончились деньги. Однажды я встретился с Тони и Гизером в Бирсвилле, что на севере штата Нью-Йорк. Мы очень напились, и я буквально был под столом. Я не очень хорошо помню, что произошло. Видимо, я согласился присоединиться к Sabbath в пьяном виде!» — подытожил певец. К этому моменту в группу вернулся ударник первого состава группы Билл Уорд. Уорд говорил, что получил удовольствие от работы над этим альбомом.
Запись альбома проходила летом 1983 года в английской деревне Шиптон-он-Червил графства Оксфордшир. Наибольшей критике альбом подвергся за качество записи. Гиллан обвинил в её плохом качестве бас-гитариста Гизера Батлера. Напротив, бывший вокалист группы Оззи Осборн сказал, что Born Again — это лучшее, что он слышал от Black Sabbath после своего ухода.
Открывающая альбом песня «Trashed» основана на реальном жизненном опыте Иэна Гиллана во время сессий записи альбома. «Однажды я был близок к тому, чтобы погибнуть», — говорит Гиллан в интервью журналу Metal Hammer. «Я гонялся на машине по трассе, когда она перевернулась и заскользила на капоте. Если бы на мне не было шлема, я бы не выжил. Странно, что я не уверен, что заставило меня надеть шлем — но что-то заставило!».
Напротив студии, в которой проходила запись, находился монастырь. Группа играла настолько громко, что служители монастыря начали жаловаться. Так появилась песня «Disturbing the Priest». Некоторые критики выделяют трек «Zero The Hero», в котором мощный вокал Гиллана идеально дополняет тяжелые риффы Тони Айомми. Журнал Metal Hammer считает, что эта песня, которая могла бы сравниться с лучшими номерами классического состава Black Sabbath.
Относительно песни «Digital Bitch» Гиллан позднее признался: «Я точно помню, кто вдохновил эту историю, но единственное, что я могу раскрыть о её личности, это то, что ни она, ни её отец никак не были связаны с компьютерами».

## Оформление альбома
Обложка альбома, на которой изображён ребёнок с рогами и клыками вампира, была придумана Стивом Джоулом (англ. Steve 'Krusher' Joule). Он также написал от руки тексты песен на книжке к альбому. Дизайн обложки был сознательно сделан жутким, так как Джоул надеялся не пройти комиссию по оформлению (у него был выгодный контракт с Оззи Осборном). Но, к его удивлению, Тони Айомми и Гизер Батлер одобрили изображение. Билл Уорд сказал, что он лично ненавидит обложку альбома и, по его словам, Иэн Гиллан сообщил прессе, что его вырвало, когда он впервые увидел обложку. Мартин Попофф описал существо на обложке как «ярко-красного ребенка-дьявола». Обложка также была названа «самой отвратительной за все времена». Бен Митчелл из журнала Blender называл изображение «ужасным».
Английский журнал Kerrang!, поместил обложку на второе место в списке «10 худших обложек альбомов в Metal/Hard Rock». Список составлялся по результатам опроса читателей.
Журнал New Musical Express включил обложку в список «29 больных обложек всех времен».
Оформление альбома очень похоже на оформление сингла Depeche Mode 1981 года «New Life», что вызвало некоторые кривотолки.
Сам Джоули по этому поводу в 1984 году сказал следующее:

Так или иначе, одна из идей была связана с ребёнком, и первое изображение ребёнка, которое я нашёл, было на обложке журнала Mind Alive 1968 года, который купили когда-то родители. Я взял чёрно-белые фотографии изображения (авторские права на изображения принадлежали Rizzoli Press), прилепил рожки, когти и клыки и раскрасил переэкспонированные снимки в самые кислотные цвета, которые смог купить, добавил немного шрифта Old English и, откинувшись на спинку стула, покачал головой и посмеялся. Говорят, что на рассмотрении не присутствовали Гиллан и Уорд. Рисунок понравился Айомми, а Батлер, как меня информировали, посмотрел на него и с его лучшим акцентом сказал: «Это дерьмо. Но это чертовски здорово!» Дон не только влюбился в него, но и сразу же решил, что на печально известном туре Born Again Tour должен присутствовать подходящий карлик в таком костюме. Мне также предложили смешные деньги (в два раза больше, чем за оформление альбома Осборна), если я к оговорённой дате предоставлю до конца оформленные изображения для фронтальной, задней сторон обложки и для разворота. Поскольку этот страшный день приблизился, а я все откладывал работу, мне пришлось обратиться за помощью к своему приятелю Steve Fingers Barrett. Вместе с ним, бутылкой Джека Дэниэлса и самым грязным «спидом», который можно было купить за деньги на улицах Юго-Восточного Лондона, мы забабахали всё это за ночь, включая рукописное написание текстов песен. На следующий день я всё это отдал и получил свои деньги.
Оригинальный текст (англ.)anyway one of the ideas was of course the baby and the first image of a baby that I found was from the front cover of a 1968 magazine called ‘Mind Alive’ that my parents has bought me as a child in order to further my education, so in reality I say blame my parents for the whole sorry mess. I then took some black and white photocopies of the image (the picture is credited to ‘Rizzoli Press’) that I overexposed, stuck the horns, nails, fangs into the equation, used the most outrageous colour combination that acid could buy, bastardised a bit of the Olde English typeface and sat back, shook my head and chuckled. The story goes that at the meeting Tony Iommi and Geezer Butler were present but no Ian Gillan or Bill Ward. Tony loved it and Geezer, so I’m reliably informed, looked at it and in his best Brummie accent said, “It’s shit. but it’s fucking great!” Don not only loved it but had already decided that a Born Again baby costume was to be made for a suitable midget who was going to wear it and be part of the now infamous ‘Born Again Tour’. So suddenly I find myself having to do the bloody thing. I was also offered a ridiculous amount of money (about twice as much as I was being paid for an Ozzy sleeve design) if I could deliver finished artwork for front, back and inner sleeve by a certain date. As the dreaded day drew nearer and nearer I kept putting off doing it again and again until finally the day before I sprang into action with the help of a neighbour, (Steve ‘Fingers’ Barrett) a bottle of Jack Daniels and the filthiest speed that money could buy on the streets of South East London and we bashed the whole thing out in a night, including hand lettering all the lyrics, delivered it the next day where upon I received my financial reward.

## Концертный тур
Перед началом гастролей в рамках Born Again Tour в 1983 году Уорд покинул Black Sabbath, и на время выступлений участником группы стал бывший барабанщик Electric Light Orchestra Бив Бивэн.
Во время концертного тура в поддержку альбома у группы возникло множество проблем. Одна из них заключалась в том, что на сцене было очень мало пространства из-за того, что в её оформление входил макет Стоунхенджа.
В интервью 2005 года Гизер Батлер сказал, что камни были в три раза больше, чем положено из-за ошибки в величинах: фут и метр:

Это не имеет ко мне никакого отношения. На самом деле, я думал, что всё это очень банально. Отец Шэрон Осборн — Дон Арден был нашим менеджером. Он предложил идею оформить декорации сцены в виде Стоунхенджа. Он сделал записи размеров и отдал их менеджеру тура. Он написал их в метрах, хотя имел в виду футы, и люди, которые делали декорации, видели пятнадцать метров вместо пятнадцати футов. Получилась высота 45 футов, что не подошло бы ни под одну сцену где бы то ни было, поэтому нам пришлось оставить их на складе. Сделать их стоило целое состояние, но на Земле не было такого здания, в которое их можно было поместить.
Оригинальный текст (англ.)It had nothing to do with me. In fact, I was the one who thought it was really corny. We had Sharon Osbourne’s dad, Don Arden, managing us. He came up with the idea of having the stage set be Stonehenge. He wrote the dimensions down and gave it to our tour manager. He wrote it down in meters but he meant to write it down in feet. The people who made it saw fifteen meters in stead of fifteen feet. It was 45 feet high and it wouldn’t fit on any stage anywhere so we just had to leave it the storage area. It cost a fortune to make but there was not a building on earth that you could fit it into.

Всё же фотографии, сделанные во время тура, доказывают, что по крайней мере часть камней использовались для оформления сцены.
В начале тура на сцене также находился карлик, одетый таким образом, чтобы походить на изображённого на обложке младенца-дьявола
. Проблемы с размером декораций и использование карлика сильно напоминали сцену из фильма «Это — Spinal Tap», который вышел через год после тура Black Sabbath. Но это, несомненно, было совпадением, так как сцена из фильма была снята уже в 1982 году.
Во время тура Black Sabbath многократно исполняли песню Deep Purple «Smoke on the Water». Это одна из немногих кавер-версий на чужие песни, сделанных группой, и многие поклонники группы восприняли её хорошо. «Я предложил сыграть „Smoke on The Water“, потому что Иэн был известен публике этим хитом, и для него казалось странным не исполнять ничего из своих вещей, в то время когда он исполнял все наши, — вспоминает Тони Айомми в своих мемуарах 2011 года „Iron Man: My Journey through Heaven and Hell with Black Sabbath“. — Я не знаю, правильно ли мы это играли, но зрителям нравилось».
Во время выступлений в Северной Америке группа исполняла две песни, написанные в то время, когда в группе был Дио: «Heaven And Hell» и «Neon Knights».
Билл Уорд не смог принять участие в турне из-за личных проблем:

Мы записали альбом Born Again, но меня убивала идея отправиться в турне. У меня было столько страха перед этим турне, и я не говорил об этом страхе, а заглушал его выпивкой, и это было большой ошибкой. Таким образом, я пропустил турне в поддержку Born Again, и Бив Бивэн, очень хороший человек и очень хороший барабанщик, занял мой стул.
Оригинальный текст (англ.)We did the Born Again album but I fell apart with the idea of touring. I got so much fear behind touring, I didn’t talk about the fear, I drank behind the fear instead and that was a big mistake. So, I blew the Born Again tour and Bev Bevan, who is a very, very, very nice man, a very good drummer, took over the drum chair on that one.

## Оценки
Эдуардо Ривадавиа подверг альбом резкой критике в своей рецензии на сайте AllMusic. С ним полностью разделил мнение Бен Митчелл из журнала Blender.

## Издания альбома
В 2005 году в обращении появились демозаписи альбома, в которые вошли все песни с альбома, а также ранее не издававшаяся песня «The Fallen» и более длинная версия песни «Stonehenge».
В 2011 году была выпущена редакция альбома Deluxe Edition с бонусным диском. По сути это ранее выходивший бутлег-альбом с небольшими отличиями. Треки были записаны во время Фестиваля Рединг 27 августа 1983 года.

## Список композиций
Все песни написаны Айомми, Гилланом, Батлером, Уордом за исключением отмеченных

### Сторона 1
1. «Trashed» — 4:16
2. «Stonehenge» — 1:58
3. «Disturbing the Priest» — 5:49
4. «The Dark» — 0:45
5. «Zero the Hero» — 7:35

### Сторона 2
1. «Digital Bitch» — 3:39
2. «Born Again» — 6:34
3. «Hot Line» (Айомми, Гиллан, Батлер) — 4:52
4. «Keep It Warm» (Айомми, Гиллан, Батлер) — 5:36

### Бонусный диск издания Deluxe Edition
1. «The Fallen» (ранее не издавалась)
2. «Stonehenge» (расширенная версия)
3. «Hotline»
4. «War Pigs»
5. «Black Sabbath» (Айомми, Осборн, Батлер, Уорд)
6. «The Dark»
7. «Zero the Hero»
8. «Digital Bitch»
9. «Iron Man» (Айомми, Осборн, Батлер, Уорд)
10. «Smoke on the Water» (Блэкмор, Гиллан, Гловер, Лорд, Пейс)
11. «Paranoid» (Айомми, Осборн, Батлер, Уорд)

## Участники записи
- Иэн Гиллан — вокал
- Тони Айомми — гитара, флейта
- Гизер Батлер — бас
- Билл Уорд — барабаны
- Джефф Николс — клавишные
- Бив Бивэн — барабаны (песни 3-11 на диске 2 издания Deluxe Edition 2011 года)

## История релизов
| Место          | Дата           | Лейбл                 |
| -------------- | -------------- | --------------------- |
| Великобритания | Сентябрь, 1983 | Vertigo Records       |
| США            | 1983           | Warner Bros. Records  |
| Канада         | 1983           | Warner Bros. Records  |
| Великобритания | 1996           | Castle Communications |
| Великобритания | 2004           | Sanctuary Records     |